# Grandeza
Grandeza betyder storhet på portugisiska och på kreol som talas på Kap Verde. Grandeza är också en låt skriven på 1950-talet av artisten Eddy Moreno. En ny version av låten finns med på Val Xalinos skiva Grandeza som gavs ut 2004. 
Låten Grandeza spelades även in på en vinylskiva år 1981 och finns med på skivan Nos Festa där också hitlåten Arriola finns med.
Eddy Moreno var för övrigt Val Xalinos farbror. 

## Album
| År   | Album    | Kompositörer                         | Antal låtar |
| ---- | -------- | ------------------------------------ | ----------- |
| 2004 | Grandeza | Val Xalino, Eddy Moreno & Djô D'eloy | 9           |

### Grandeza
| Låtnummer | Låttitel                         |
| --------- | -------------------------------- |
| 1         | Val Xalino - 2004                |
| 2         | Bôs Odjos                        |
| 3         | Grandeza                         |
| 4         | Mar e areia                      |
| 5         | Tchon d'Gotemburg                |
| 6         | Corpin sebin                     |
| 7         | Compád pidrin                    |
| 8         | Adeus Cabo Verde                 |
| 9         | Rapsódia d'mornas (3 songs in 1) |